# Oecetis unicolor
Oecetis unicolor är en nattsländeart som först beskrevs av Mclachlan 1868.  Oecetis unicolor ingår i släktet Oecetis och familjen långhornssländor. Inga underarter finns listade i Catalogue of Life.